# Сюй Синчу
Сюй Синчу ( кит. 徐性初, пиньинь Xú Xìngchū ; 7 января 1934, Тяньцзинь  — 1 января 2022, Пекин) — китайский инженер, академик Китайской академии наук, член 7-го, 8-го и 9-го созывов Народного политического консультативного совета Китая.

## Биография
Сюй в 1951 году  поступил в Даляньский технологический университет по специальности «станкостроение». После университета он был направлен в Конструкторское бюро Второго бюро Министерства машиностроения (ныне Пекинский научно-исследовательский институт станкостроения) в качестве инженера.

## Профессиональная деятельность
Занимался высокоточной метрологией и созданием эталона метра, основанного на лазерной длине волны, а также точными измерительными приборами.  Руководил созданием сверхточных токарных и фрезерных станков.

## Премии и награды
- 1993 — академик Китайской академии наук.